# Centrale pontiene myelinolyse
Centrale pontiene myelinolyse is een neurologische aandoening waarbij de myelineschede van neuronen in de pons (hersenstam) aangetast is. De aandoening kan veroorzaakt worden door een te snelle correctie van een verlaagde natriumspiegel. Een variant van deze aandoening is extrapontiene myelinolyse waarbij de kleine hersenen (cerebellum), basale ganglia, capsula interna, het corpus callosum gedemyeliniseerd raken. Beide vormen worden opgevat als osmotisch demyeliniseerde aandoeningen. Beide aandoeningen kunnen gelijktijdig optreden.